# Dahlenberg
Dahlenberg ist ein Ortsteil der Gemeinde Trossin im Landkreis Nordsachsen in Sachsen.

## Lage
Dahlenberg ist erreichbar über die Kreisstraße 8901 und befindet sich unter dem Schafberg des Dübener Waldes und südöstlich vom Stausee Dahlenberg.

## Geschichte
Das Straßendorf Dahlenberg ist flämischen Ursprungs und wurde im Zeitraum 1250–1280 gegründet. Der Name wurde nach der durch die flämischen Ansiedler kultivierten Pflanze Dahle entlehnt und wurde 1454 als Dalenberg angegeben. Er entwickelte sich auf das jetzige Dahlenberg. 1551 lebten in der Ansiedlung 24 Personen. 1818 waren bereits 320 Leute ansässig. 1939 zählte die Gemeinde 402 und 1950 557 Leute. Die übergeordnete Behörde war meist in Torgau. 1529–1880 war Wittenberg zuständig. Seit 2008 ist der Landkreis Nordsachsen verantwortlich. 1971 wurde das Dorf nach Trossin eingemeindet. 2012 lebten im Ortsteil 261 Menschen. Die Landgemeinde bewirtschaftete mit dem Gutsbezirk und den Bauern 810 Hektar. Früher war das Gut ein Rittergut mit dem Schloss Leipnitz.

## Sehenswürdigkeiten
- Stausee Dahlenberg
- Nachbarbierbrunnen am Dorfteich

- Dorfmühle: Die Wassermühle wurde erstmals 1534 urkundlich als „Hammer-Mühle“ erwähnt und war bis ins 19. Jahrhundert dem Rittergut Leipnitz zinspflichtig. Die ursprünglich durch ein Wasserrad, später durch eine Turbine betriebene Mahl- und Schneidemühle blieb bis 1976, zuletzt als Schrotmühle, in Betrieb. 1998 begann die Rekonstruktion des technischen Denkmals. Eine technische Besonderheit ist das vorhandene Sägegatter mit horizontalen Sägeblatt. Heute wird die Mühle museal genutzt.[3]

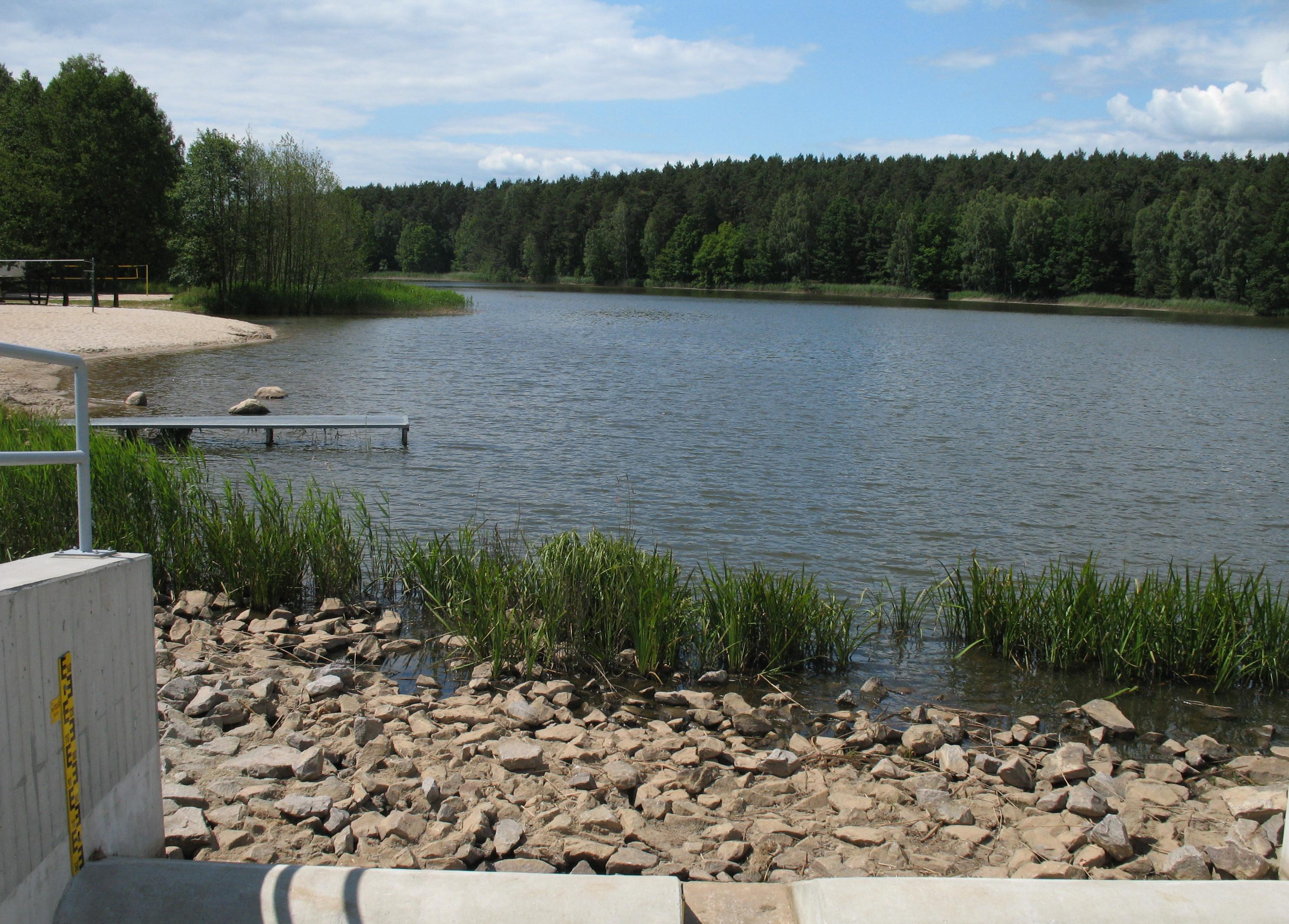
Stausee Dahlenberg
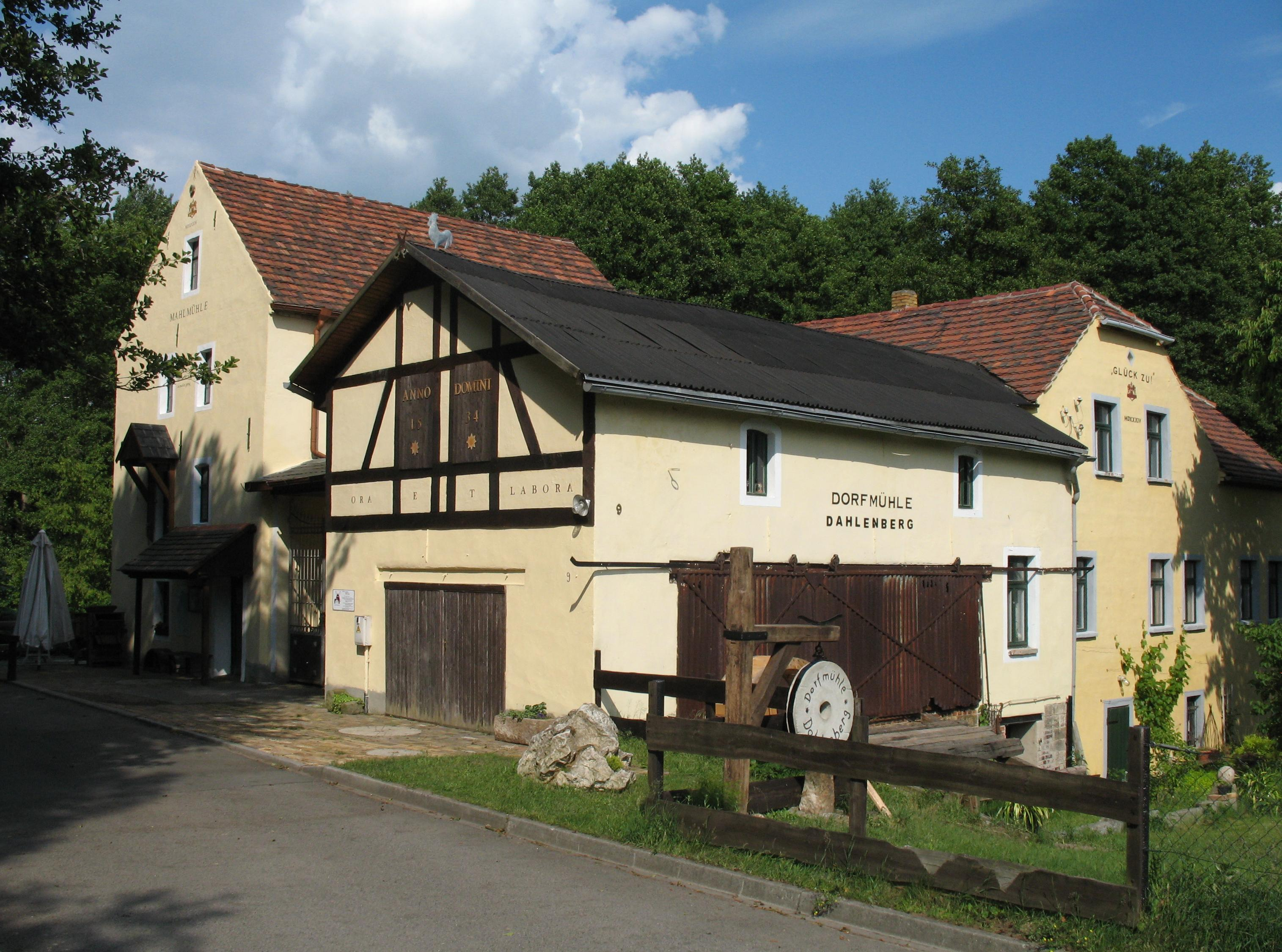
Dorfmühle in Dahlenberg
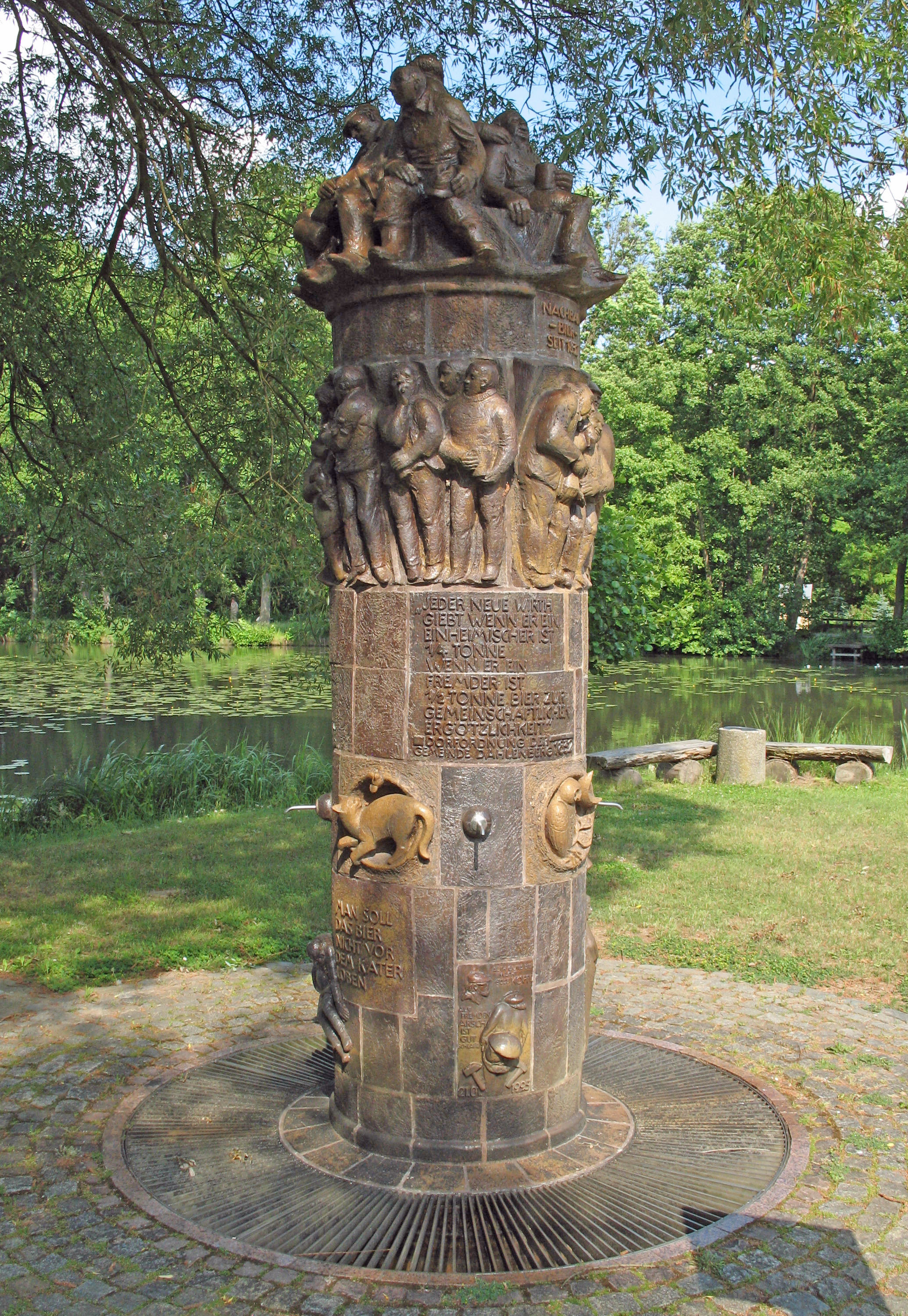
Nachbarbierbrunnen in Dahlenberg

## Persönlichkeiten
- Gustav Adolph von Bennigsen (1716–1784), sächsischer Generalleutnant.
- Generalfeldmarschall August von Mackensen – Er ist hier im Haus Leipnitz 1849 geboren. Er verstarb 1945.
- Bruno Kubas (1928–2011), deutscher Bildhauer